# Thierry Beaudet
Pour les articles homonymes, voir Beaudet.
Ne doit pas être confondu avec Thierry Baudet.
Thierry Beaudet, né le 21 avril 1962 à Domfront (Orne), est un responsable mutualiste français, président du Conseil économique, social et environnemental depuis mai 2021.
Instituteur de formation, il préside le groupe Mutuelle générale de l'Éducation nationale de juillet 2009 à juillet 2017. De 2016 à 2021, il dirige également la Fédération nationale de la mutualité française.
Il est président du groupe de protection sociale mutualiste VYV de sa fondation le 13 septembre 2017 jusqu'en juin 2021.

## Biographie

### Formation et parcours
Instituteur dans l'académie de Caen à partir de 1984, Thierry Beaudet rejoint en 1990, la Direction départementale de la Jeunesse et des Sports de l'Orne en tant que chargé de Jeunesse et d'Éducation populaire et, dès 1991, la Fédération des œuvres laïques de l'Orne, dont il devient secrétaire général et directeur des services. Thierry Beaudet obtient un certificat d'aptitude aux fonctions d'instituteur maître formateur (1990), un diplôme d'études supérieures universitaires en management économique et social du développement Local (université Paris-XII, 1996) et un master 2 gouvernance mutualiste (université de Versailles – Saint-Quentin-en-Yvelines, 2013).
Directeur adjoint de la section Mutuelle générale de l'Éducation nationale (MGEN) du Calvados à partir de 1998, il est élu en 2003 administrateur et membre du bureau national, responsable du réseau des centres de service puis du développement.
En juillet 2009, il succède à Jean-Michel Laxalt en tant que président du groupe MGEN.
De 2012 à 2016, Thierry Beaudet est président de MFPASS, l'union mutualiste qui gère les établissements sanitaires et médico-sociaux créés à l'initiative des mutuelles de la fonction publique, dont l'Institut mutualiste Montsouris à Paris.
Thierry Beaudet est élu à la présidence de la Fédération nationale de la mutualité française le 23 juin 2016.
En juillet 2017, Thierry Beaudet décide de ne pas représenter sa candidature à la présidence du groupe MGEN, où lui succède Roland Berthilier, jusqu'alors vice-président.
En septembre 2017, Thierry Beaudet est élu président du groupe VYV, nouvellement fondé. Il le reste jusqu'en juin 2021.
Le 18 mai 2021, succédant à Patrick Bernasconi, il est élu à la présidence du Conseil économique, social et environnemental.

### Actions et représentations
Thierry Beaudet a été membre du Conseil économique, social et environnemental (CESE) de novembre 2010 à septembre 2016 (président du groupe Mutualité, vice-président de la section des Affaires sociales et de la Santé, membre de la commission Dépendance). Il a été co-rapporteur, avec Édouard Couty, ancien Directeur des hôpitaux au ministère de la Santé, de l'avis relatif à « la place des dispositifs médicaux dans la stratégie nationale de santé », adopté à l'unanimité le 27 janvier 2015.
Il devient président de la Fédération nationale de la mutualité française (FNMF) le 23 juin 2016 pour un mandat de cinq ans. Il prend alors le relais d'Étienne Caniard.
À la présidence de la Mutuelle générale de l'Éducation nationale (MGEN), Thierry Beaudet accélère, avec la création de l'union mutualiste de groupe Istya, le rapprochement du groupe MGEN avec des mutuelles issues de la fonction publique. Le groupe Istya est fondé le 6 mai 2011 et Thierry Beaudet s'en voit confier la présidence.
En 2015, il amorce le rapprochement entre la MGEN, Harmonie mutuelle et leurs mutuelles partenaires. En juin et juillet 2016, les assemblées générales des mutuelles concernées valident à une très large majorité l'organisation, la gouvernance, l'architecture et les grandes orientations stratégiques du futur groupe. En juillet 2016, l'Autorité de contrôle prudentiel et de résolution et l'Autorité de la concurrence donnent leur accord au projet. Le 13 septembre 2017 se déroulent les assemblées générales constitutives du nouveau groupe de protection sociale, qui prend le nom de groupe VYV.
En janvier 2021, à l'occasion de la réforme du CESE, troisième chambre constitutionnelle de la République et du renouvellement de ses membres, Thierry Beaudet est nommé conseiller au sein du groupe mutualité. Le 18 mai 2021, lors de la séance plénière, avec 163 voix sur 172 suffrages exprimés, il est élu président du CESE pour un mandat de cinq ans.
Comme président du CESE, il perçoit 7784,19 euros nets par mois. Cette indemnité est soumise à l’impôt sur le revenu.
Selon Le Canard enchaîné relayant en mars 2025 un « rapport d’observations provisoires » non publié de la Cour des Comptes, il bénéficierait « d’un véhicule et d’un logement de fonction au sein du Palais d’Iéna » que le Conseil n’aurait pas déclaré aux impôts avant mai 2023.
Le 8 juin 2021, lors de l'assemblée générale du groupe VYV, Stéphane Junique est élu pour lui succéder à la présidence.

### Prises de positions politiques
Le 18 janvier 2020, en tant que président de la Mutualité française, il se déclare favorable à la légalisation de l'euthanasie et à la réalisation des euthanasies par les mutuelles, écrivant ainsi : « Si une réforme allait dans ce sens, alors je suis sûr que des mutuelles se feraient encore pionnières en créant les lieux et les conditions permettant d'exercer cette liberté ».
En octobre 2023, après les émeutes consécutives à la mort de Nahel Merzouk, il se prononce en faveur de la création d'un « débat public à l'instar du Grand débat national », lancé par le président de la République, Emmanuel Macron, dans le contexte du mouvement des Gilets jaunes.
En juin 2024, à quelques jours du premier tour des élections législatives, Thierry Beaudet met en garde dans un entretien paru dans La Tribune contre une possible arrivée au pouvoir du Rassemblement national,.

## Distinctions
Le 14 novembre 2012, Thierry Beaudet est nommé au grade de chevalier dans l'ordre national du Mérite au titre de « président d'une mutuelle nationale ; 28 ans de services ».
Le 13 juillet 2015, il est nommé au grade de chevalier dans l'ordre national de la Légion d'honneur au titre de « président d'un groupe mutualiste ; 31 ans de services ».

## Pour approfondir